# Phallomycetidae
Phallomycetidae là một phân lớp nấm trong lớp Agaricomycetes của ngành nấm đảm Basidiomycota.

### Tìm hiểu thêm
- Phallomycetidae trên Mycobank